# Chromonephthea palauensis
Chromonephthea palauensis är en korallart som beskrevs av van Ofwegen 2005. Chromonephthea palauensis ingår i släktet Chromonephthea och familjen Nephtheidae. Inga underarter finns listade i Catalogue of Life.